# Sardal

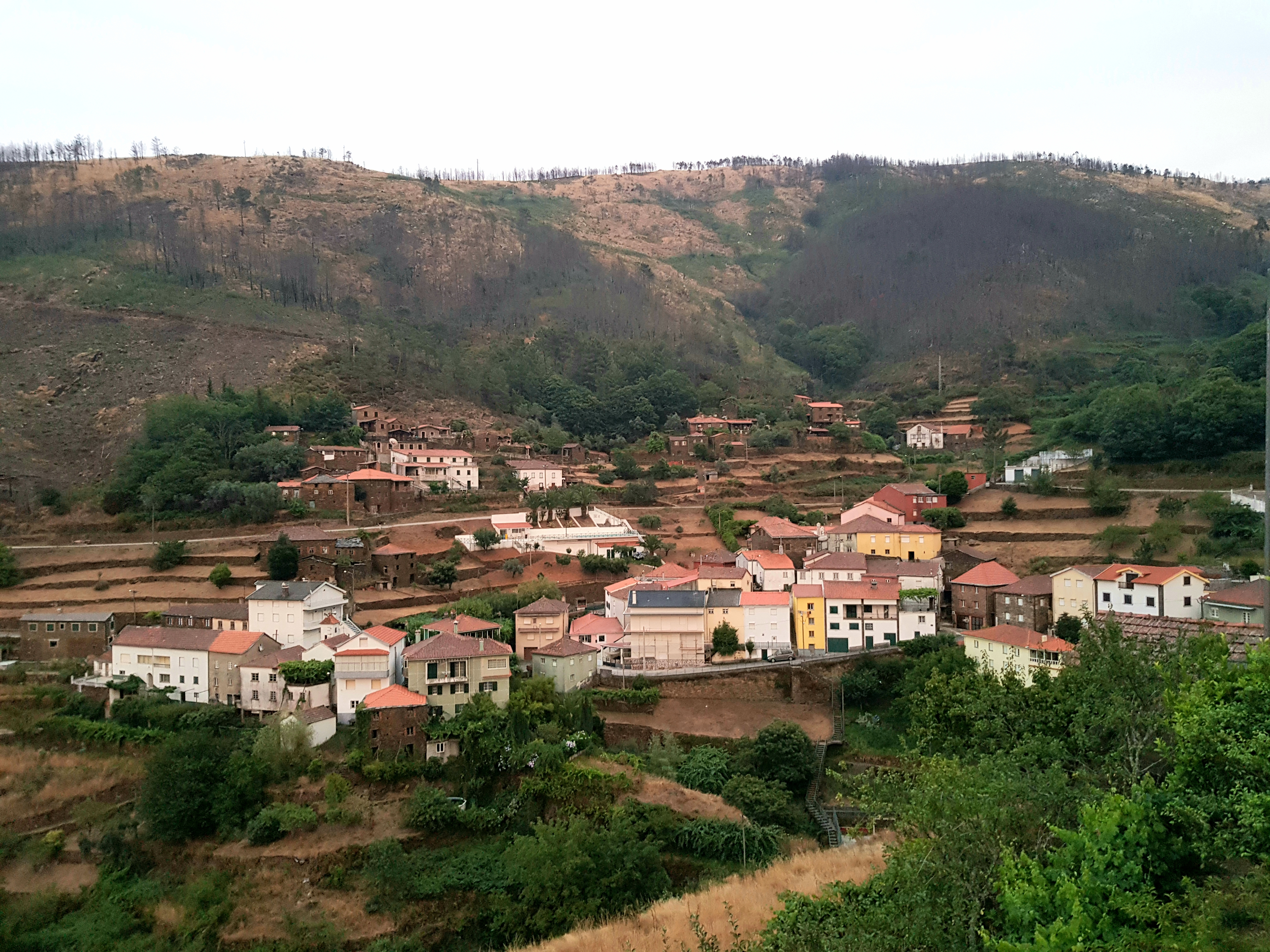
Paisagem da aldeia do Sardal

Sardal é uma pequena aldeia da Freguesia de Benfeita, Município de Arganil, Distrito de Coimbra, situada nas imediações da Paisagem Protegida da Serra do Açor, na parte superior da Fraga da Pena, aliás a ribeira do Sardal é uma das linhas de água principais que alimentam as tão famosas cascatas da Serra do Açor. Como em muitas outras localidades serranas os habitantes têm alcunhas, e os do Sardal não são exceção, sendo conhecidos por Casaquinhas.
Uma aldeia cujo património reside na natureza, na sua água e no xisto. É uma das aldeias da freguesia com mais recursos hídricos, possuindo diversos fontanários, tanques comunitários e moinhos; a arquitetura base do Sardal é em xisto, tendo ainda dois bairros cuja traça se mantém a original, já a maioria das casas está rebocada.
Ao longo do ano, o Sardal é uma aldeia pacata, com poucos habitantes, onde reina a paz e a tranquilidade, mas é no mês de agosto que a aldeia se revoluciona, enchendo-se com as suas gentes. O mês de agosto é sinónimo de festa, animação e confraternização, elementos que se juntam na Festa anual em Honra de Nossa Senhora da Paz. O destaque vai para a Arruada que segue pela madrugada fora, onde centenas de pessoas se juntam pelas ruas e adegas da aldeia a tocar concertina, a cantar e a dançar o fado serrano, sempre acompanhadas por comida e bebida.

## História

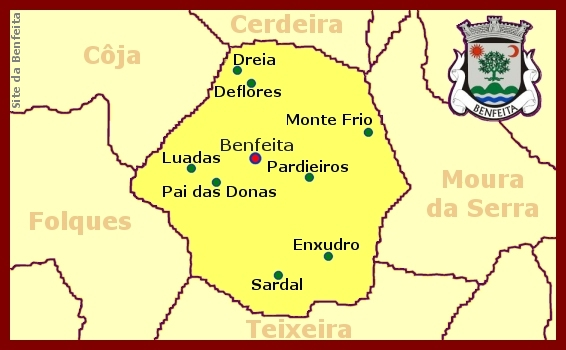
Localização de Sardal na freguesia de Benfeita

A aldeia do Sardal terá tido origem no início do século XVI, sendo que é já no século XX que se moderniza, com a construção das suas estradas, com a sua eletrificação, com a criação da sua caixa-postal, com a fundação da sua Comissão de Melhoramentos e com todas as infraestruturas comunitárias, sendo exemplo a Casa do Povo, o Campo de Jogos ou as Piscinas.
A 14 de maio de 1952 é fundada a sua maior instituição, a Comissão de Melhoramentos do Sardal.
O Sardal com os seus frondosos socalcos, viveu principalmente da agricultura e da floresta, nomeadamente a plantação de milho. Famosos foram também os colhereiros, que na sua arte, espalharam as colheres de pau pela serra fora. Um dos sítios icónicos desta aldeia foi a sua Taberna, lugar de encontros e histórias, nela concentravam-se uma mercearia, um café, um posto de correios, o telefone público, e vendiam-se tantas outras coisas, de vestuário a produtos agrícolas. Apesar de ter fechado em 1997, ainda hoje a Taberna do Zé Francisco é conhecida e relembrada. 

## Património
- Capela em honra de Nossa Senhora da Paz.
- Piscinas do Sardal, pertencentes à Comissão de Melhoramentos do Sardal;[1]
- Polidesportivo do Sardal
- Casa do Povo da Comissão de Melhoramentos do Sardal
- Tanque Comunitário do Cabeço
- Tanque Comunitário da Fonte
- Tanque Comunitário da Banda D'Além
- Fontanário da Fonte
- Antiga Taberna de José Francisco da Costa

## Festividades
- Festa da Páscoa ou Matança do Porco.
- Festa Religiosa em honra de de Nossa Senhora da Paz, no penúltimo sábado de Agosto.
- Dia da padroeira, Nossa Senhora da Paz a 24 de Janeiro.